# مکیش
مکیش (به صربی: Mekiš) یک منطقهٔ مسکونی در صربستان است که در دویواتس واقع شده‌است.